# Sámara (Costa Rica)
Sámara ist ein Ort an der Küste des Pazifischen Ozeans in der Provinz Guanacaste in Costa Rica mit rund 3.500 Einwohnern.

## Geographie
Sámara befindet sich etwa 30 Kilometer südlich der Provinzhauptstadt Nicoya. Östlich von Sámara liegt Playa Carrillo, westlich Playa Buena Vista. Rund 400 Meter vor der Küste des Ortes liegt die unbewohnte Insel Isla Chora. Ein vorgelagertes Korallenriff sorgt für relativ niedrige Wellen am Strand. Sámara ist etwa vier Stunden von der Hauptstadt San José entfernt und rund zwei Stunden vom Internationalen Flughafen in Liberia.

## Klima
Das Klima wird durch Regenzeit und Trockenzeit bestimmt. Die Regenzeit beginnt im Mai und geht bis Ende Oktober. Die Regenzeit in Guanacaste zeichnet sich durch trockene Vormittage und Regen am Nachmittag aus. Im Juli und August kommt es zum Phänomen des Veranillo, des "kleinen Sommers". Zu dieser Zeit kommt es zu geringeren Regenfällen. Die durchschnittlichen Höchsttemperaturen betragen im April 35 °C, im Oktober 32 °C.

## Tourismus
Sámara verfügt im Vergleich zu anderen touristischen Sehenswürdigkeiten in Costa Rica über eine relativ gute Straßenanbindung. Der Ort ist vor allem bei nordamerikanischen und europäischen Touristen beliebt. Eine Vielzahl von Restaurants und Hotels hat sich seit den 1990er Jahren im Ort angesiedelt. Es gibt mehrere Anbieter von Bootstouren, verschiedene Surfschulen und eine Sprachschule.